# Liste der Botschafter der Vereinigten Staaten in Eswatini

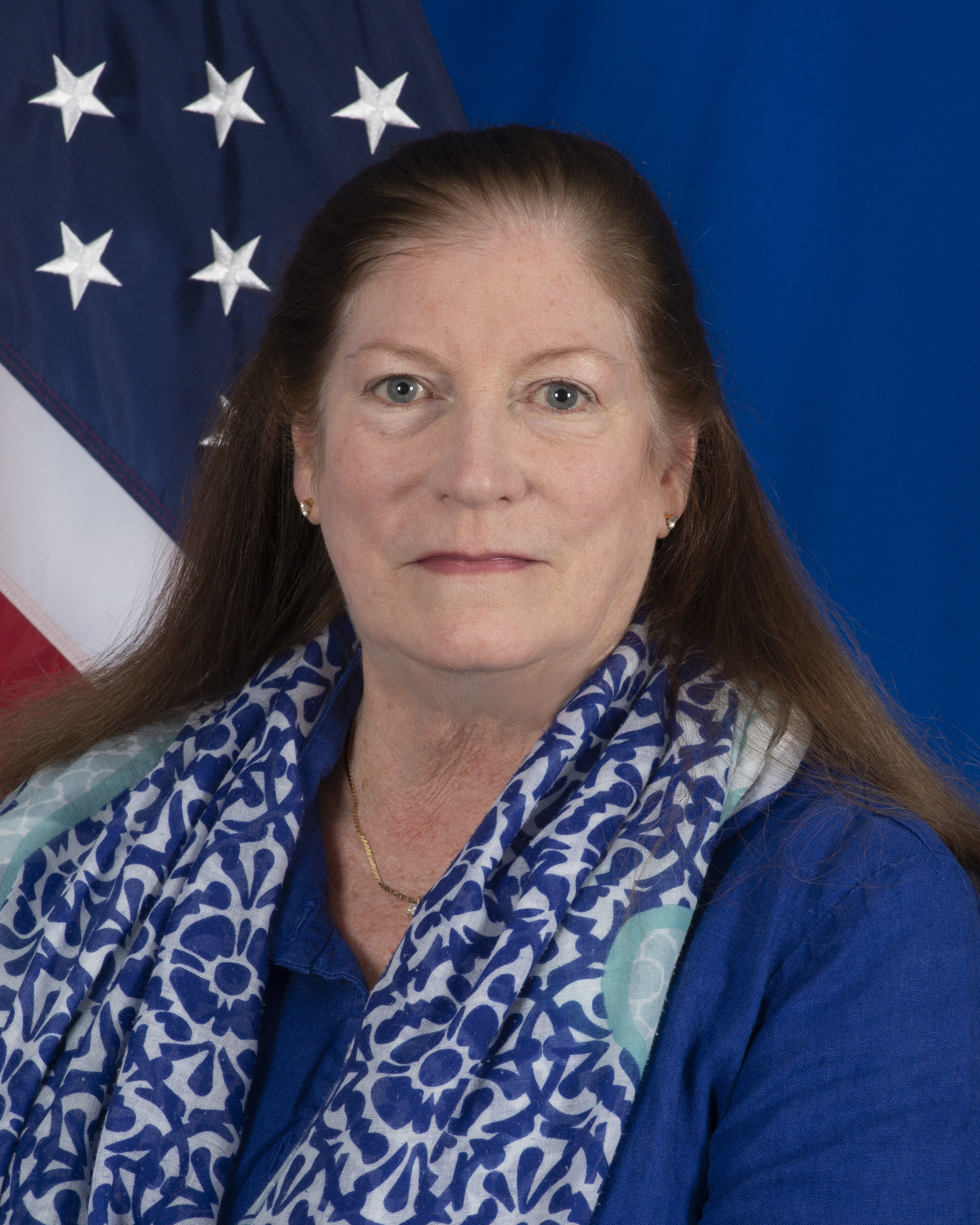
Jeanne Maloney, derzeitige Botschafterin in Eswatini

Der Botschafter der Vereinigten Staaten von Amerika in Eswatini ist der Botschafter der Vereinigten Staaten von Amerika in Eswatini.

## Botschafter
| Amtszeit  | Name                            | Bemerkung                                                                |
| --------- | ------------------------------- | ------------------------------------------------------------------------ |
| 1968–     | Christos Constantine Pappas Jr. | Chargé d’Affaires ad interim                                             |
| 1969–1971 | Robert Willard Chase            | Chargé d’Affaires ad interim                                             |
| 1971–1974 | Charles Joseph Nelson           | Zeitgleich akkreditiert in Botswana und Lesotho, stationiert in Gaborone |
| 1974–1976 | David Benjamin Bolen            | Zeitgleich akkreditiert in Botswana und Lesotho, stationiert in Gaborone |
| 1978–1979 | Donald Richard Norland          | Zeitgleich akkreditiert in Botswana und Lesotho, stationiert in Gaborone |
| 1980–1982 | Richard Cavins Matheron         |                                                                          |
| 1983–1984 | Robert H. Phinny                |                                                                          |
| 1985–1988 | Harvey Frans Nelson Jr.         |                                                                          |
| 1988–1990 | Mary A. Ryan                    |                                                                          |
| 1990–1993 | Stephen H. Rogers               |                                                                          |
| 1994–1996 | John T. Sprott                  |                                                                          |
| 1996–1999 | Alan R. McKee                   |                                                                          |
| 2000–2001 | Gregory L. Johnson              |                                                                          |
| 2002–2004 | James D. McGee                  |                                                                          |
| 2004–2005 | Lewis W. Lucke                  |                                                                          |
| 2007–2009 | Maurice S. Parker               |                                                                          |
| 2009–2012 | Earl Michael Irving             |                                                                          |
| 2012–2015 | Makila James                    |                                                                          |
| 2016–2021 | Lisa J. Peterson                |                                                                          |
| 2021–     | Jeanne M. Maloney               |                                                                          |